# Hambrücken
Hambrücken, im Dialekt Hambrigge, ist eine Gemeinde im Landkreis Karlsruhe in Baden-Württemberg. Zur Gemeinde Hambrücken gehören außer dem gleichnamigen Dorf keine weiteren Ortschaften.

## Geographie

### Lage
Hambrücken liegt in der Oberrheinebene westlich der Bundesautobahn 5 rund 10 km nordnordwestlich von Bruchsal.

### Nachbargemeinden
Nachbarorte von Hambrücken sind (im Uhrzeigersinn, beginnend im Westen): die Stadt Waghäusel, die Gemeinden Bad Schönborn und Ubstadt-Weiher sowie die Stadt Bruchsal. Alle gehören zum Landkreis Karlsruhe.

## Geschichte

### Bis zum 19. Jahrhundert
Der Ort wird 1161 erstmals urkundlich erwähnt, es gehörte damals zum Ritterstift Odenheim. Der Ortsname geht zurück auf das althochdeutsche „Hagan“ (Wald oder Busch) und „Brucca“ (Brücke oder Knüppeldamm). Aus „Brucca“ entstand auch das Wort „Bruch“ (Sumpf), Landschaftsformen die man noch heute in der Umgebung des Ortes finden kann, so z. B. im Naturschutzgebiet Saalbachauen.
Spätestens 1366 kam der Ort unter die Herrschaft des Hochstifts Speyer. Durch den Dreißigjährigen Krieg hatte Hambrücken den Großteil seiner Bevölkerung eingebüßt. Deshalb rief der Fürstbischof aus allen Gebieten Deutschlands Ansiedler herbei. Die regional nicht typischen Nachnamen Simianer und Soder stammen aus dem Alpengebiet. Mit der Mediatisierung aufgrund des Reichsdeputationshauptschlusses kam der Ort 1803 zum Großherzogtum Baden.

### Religionen

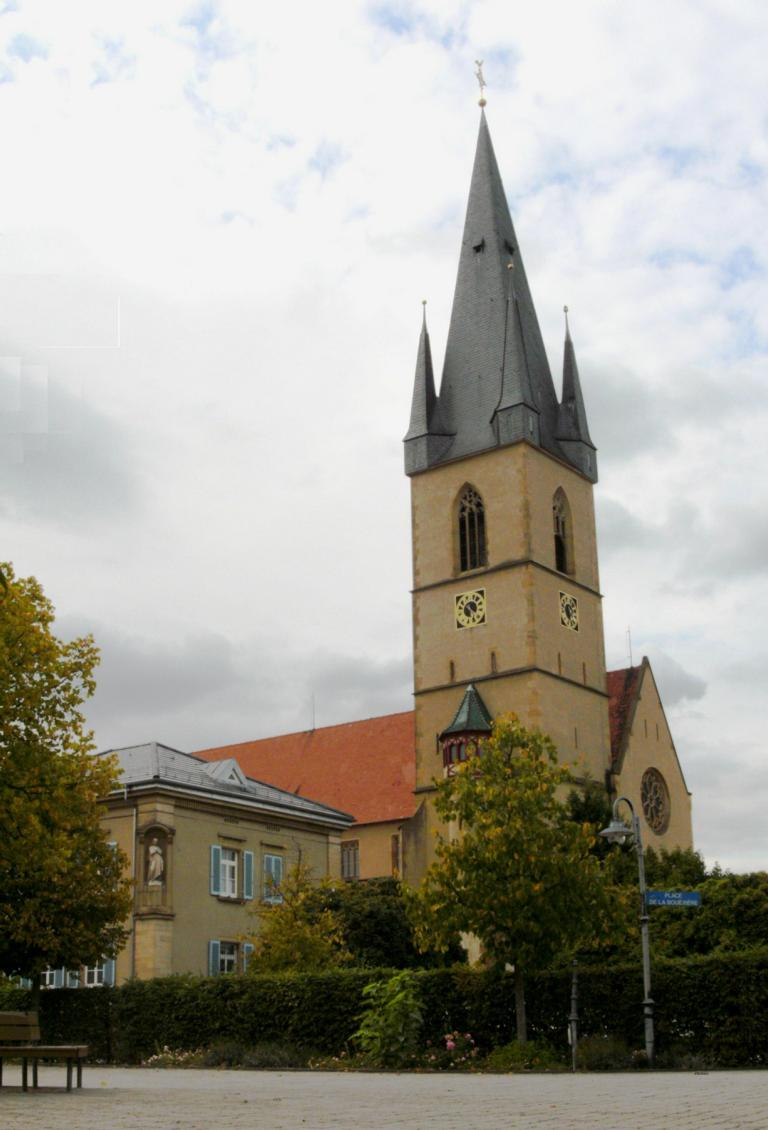
Die katholische Pfarrkirche St. Remigius wird auch Dom der Lußhardt genannt.

Obwohl der Ort in kirchlichem Besitz war, wurde erst 1510 erstmals eine Pfarrkirche erwähnt. Diese Holzkirche wurde von Fürstbischof Damian Hugo von Schönborn durch eine massive Barockkirche mit Zwiebelturm ersetzt, die er 1742 selbst einweihte. Diese Kirche wurde um die Jahrhundertwende durch die heutige Kirche ersetzt. Da die Reformation den Ort nicht erreichte, sind auch heute noch die meisten Bürger römisch-katholisch. Für den kleinen evangelischen Teil der Bevölkerung ist die Gemeinde in Waghäusel zuständig.

### Pfarrkirche St. Remigius
Die katholische Pfarrkirche St. Remigius ist das Wahrzeichen der kleinen Gemeinde und ist aus allen Himmelsrichtungen gut zu erkennen.

### Einwohnerentwicklung
- 1850: 1165 Einwohner
- 1939: 2500 Einwohner
- 1961: 3009 Einwohner
- 1970: 3595 Einwohner
- 1991: 4272 Einwohner
- 1995: 4824 Einwohner
- 2000: 5084 Einwohner
- 2005: 5390 Einwohner
- 2010: 5456 Einwohner
- 2015: 5504 Einwohner
- 2020: 5534 Einwohner

### Tornado
Am 22. Juli 2006 wütete über Hambrücken ein Tornado, wodurch große Teile des Naherholungsgebietes inklusive Minigolfanlage und die Grillhütte zerstört wurden. Bäume wurden entwurzelt und 100 Häuser wurden zum Teil schwer beschädigt.

## Politik

### Gemeinderat
Der Gemeinderat hat 14 ehrenamtliche Mitglieder, die für fünf Jahre gewählt werden. Hinzu kommt der Bürgermeister als stimmberechtigter Gemeinderatsvorsitzender.
Die Kommunalwahl 2024 führte zu folgendem Ergebnis (in Klammern: Unterschied zu 2019):
| Gemeinderat 2024               | Gemeinderat 2024 | Gemeinderat 2024 | Gemeinderat 2024 | Gemeinderat 2024 |
| Partei / Liste                 | Stimmenanteil    | Sitze            |                  |                  |
| ------------------------------ | ---------------- | ---------------- | ---------------- | ---------------- |
| CDU                            | 30,7 % (−0,4)    | 4 (−1)           |                  |                  |
| Freie Wähler                   | 21,2 % (−0,6)    | 3 (±0)           |                  |                  |
| SPD                            | 17,3 % (−3,0)    | 3 (±0)           |                  |                  |
| Junge Liste (JL)               | 15,6 % (−7,0)    | 2 (−1)           |                  |                  |
| Wir für Hambrücken             | 8,7 % (+8,7)     | 1 (+1)           |                  |                  |
| AfD                            | 6,5 % (+3,3)     | 1 (+1)           |                  |                  |
| Wahlbeteiligung: 72,4 % (+3,7) |                  |                  |                  |                  |

### Bürgermeister
Marc Wagner (CDU) ist seit Juli 2020 Bürgermeister von Hambrücken.

### Wappen
Das Wappen zeigt ein silbernes Kreuz auf blauem Grund. Auf dem Schnittpunkt der Kreuzlinien liegt ein rotes Schild mit goldenem Jagdhorn. Das Kreuz auf Blau erinnert an die frühere Zugehörigkeit zum Bistum Speyer, während das Herzschild in den badischen Farben darauf hinweist, dass auch der Großherzog nach der Übernahme der Herrschaft über Hambrücken das örtliche Jagdhaus noch nutzte.

### Partnerschaften
Hambrücken unterhält seit 1993 partnerschaftliche Beziehungen zur französischen Gemeinde La Bouëxière in der Bretagne.

## Wirtschaft und Infrastruktur

### Unternehmen
Der größte Arbeitgeber in Hambrücken ist das Unternehmen Linhardt, ein Hersteller von Kunststoff- und Aluminiumtuben für Pharmazie- und Kosmetikindustrie. Die Firma Pizza Lorenzo produziert in Hambrücken Pizzen, Flammkuchen, Baguettes, Burger und Snacks.

### Verkehr
Durch die Bundesstraße 36 (Mannheim – Karlsruhe – Lahr/Schwarzwald) ist Hambrücken an das überregionale Straßennetz angebunden.
Verbindungen nach Wiesental und Forst bestehen über die Landesstraße 556.
Orthogonal dazu, führt durch den Ort die Kreisstraße 3525 von der Bundesstraße 36 zur Kreisstraße 3524, welche von Forst nach Weiher führt.
Nächster BAB-Anschluss 3 km, A 5, Raststätte Bruchsal.
Busverbindungen des ÖPNV bestehen im täglichen Halbstundentakt in Richtung Bruchsal und Waghäusel (Buslinie 125 im Karlsruher Verkehrsverbund). Außerhalb der Betriebszeiten gibt es ein Anruf-Sammeltaxi zwischen Hambrücken und Bruchsal. Es muss mind. eine halbe Stunde vorbestellt werden. Die im Dezember 2009 testweise eingerichtete Buslinie nach Graben-Neudorf wurde zum Jahresfahrplan 2011 wieder eingestellt.

### Bildung
Hambrücken verfügt über eine Grund- und Hauptschule. Außerdem gibt es zwei römisch-katholische Kindergärten im Ort (Kindergarten St. Josef und St. Martin).

## Kultur und Sehenswürdigkeiten

### Regelmäßige Veranstaltungen
Jeweils am letzten Augustwochenende findet das in der Region bekannte Hambrücker Straßenfest statt.
Ende Oktober wird in der Lußhardt-Halle ein großes Guggenmusik-Treffen von der örtlichen Guggemusikzunft Forlebuzzel veranstaltet.
Des Weiteren findet seit einigen Jahren ein jährlicher Weihnachtsmarkt statt.

### Ferienstraßen
Hambrücken liegt an zwei bedeutenden touristischen Straßen:
- Badische Spargelstraße, die von Schwetzingen über Hambrücken nach Lichtenau-Scherzheim führt.
- Bertha Benz Memorial Route, von Mannheim nach Pforzheim und über Hambrücken wieder zurück nach Mannheim.

## Sportvereine
Der 1. Taekwondo-Club 1982 Hambrücken e. V. wurde im Jahr 1977 in Hambrücken gegründet. Im Jahr 1982 erhielt der Club vom Amtsgericht Bruchsal schließlich den Eintrag ins Vereinsregister. Der Verein wurde 24 Jahre lang bis 2010 von Klaus-Dieter Raab als 1. Vorsitzender geleitet. Seit 2010 ist Stephan Heck 1. Vorsitzender.
Der TKD-Club Hambrücken ist Mitglied im Badischen Sportbund Nord (BSB-Nord), im Deutschen Sportbund (DSB), im Badischen Turnerbund (BTB), im Bundesverband „Deutsche Taekwondo Union e. V.“ (DTU) und im zugehörigen Landes-Fachverband „Taekwondo Union Baden-Württemberg e. V.“ (TUBW). Die DTU ist eines von 204 Mitgliedsländern (Stand März 2013) in der olympisch anerkannten und größten Taekwondo-Weltorganisation „World Taekwondo Federation“ (WTF) mit über 30 Millionen Mitgliedern.
Primäres Sportangebot ist Taekwondo-Training nach den Regeln der WTF mit den Disziplinen Vollkontakt-Kampf (Kyorugi) und Formenlauf (Poomsae) für Kinder, Jugendliche und Erwachsene. Taekwondo wird als Breitensport und als Leistungssport trainiert. Der Verein war und ist sportlich erfolgreich im Vollkontakt-Taekwondo und im Taekwondo-Formenlauf, d. h. im „Schattenkampf“ gegen virtuelle Angreifer aus den 4 Himmelsrichtungen. Sportler des Vereins starten bei regionalen, nationalen und internationalen Turnieren im Vollkontakt-Kampf und im Formenlauf.
Der FV Concordia Hambrücken wurde im Jahr 1912 gegründet und spielt seitdem in verschiedenen regionalen unterklassigen Ligen. Überregionale Bekanntheit erlangte der Verein 2002 durch das Veranstalten des „Größten Bambini-Spielfestes Deutschlands“. Seit einigen Jahren stellt der Verein auch eine Damenmannschaft, die derzeit in der BFV-Landesliga antritt (Stand: Saison 2015/16).
Der Turnverein stellt unter anderem zusammen mit dem Turnverein der Nachbargemeinde Weiher die Handballmannschaften der „SG HaWei“.

## Natur
Der frühere Werbespruch des Hambrücker Poststempels lautete „Inmitten herrlicher Wälder“, die auch der heutige Besucher durchwandern kann. Neben den Wiesen und Wäldern die das Dorf ringsherum umgeben, laden insbesondere das Naturschutzgebiet Saalbachauen, ein Obstlehrpfad (Beginn bei der ehemaligen Dreschhalle im Heuweg) und ein Waldlehrpfad (Beginn im Vogelpark) Spaziergänger, Wanderer und Radfahrer dazu ein, diese Natur zu entdecken.

## Persönlichkeiten

### Söhne und Töchter der Gemeinde
- Max Graf (1884–1945), Geistlicher, NS-Opfer
- Andreas Köhler (* 1960), Ärztefunktionär
- Florian Dick (* 1984), ehemaliger professioneller Fußballspieler
- Jimmy Marton (* 1995), professioneller Fußballspieler